# Tỉnh Hình (huyện)

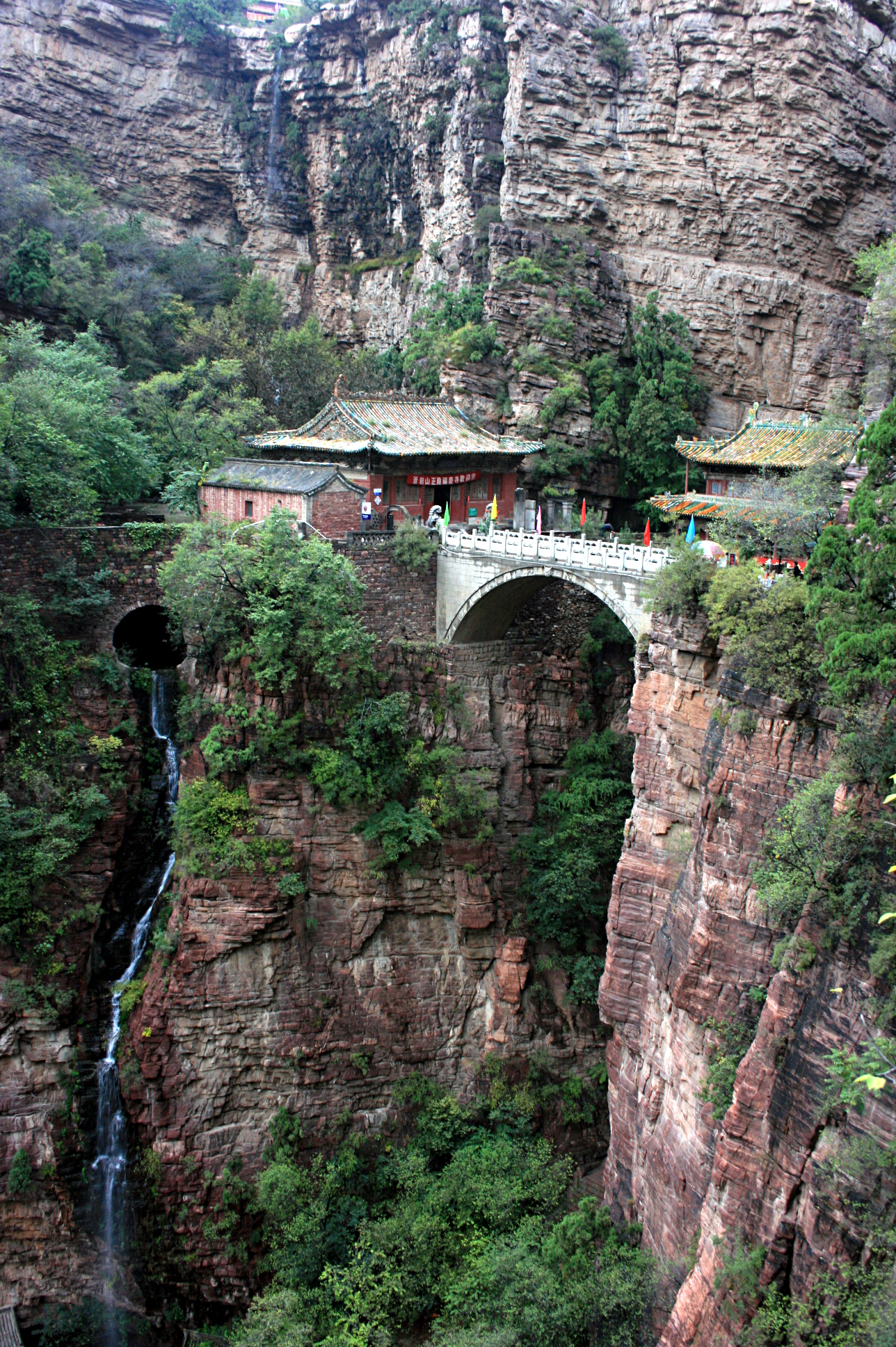
Núi Thương Nham, Tỉnh Hình

Tỉnh Hình (chữ Hán giản thể: 井陉县, pinyin: Jǐngjìng Xiàn, âm Hán Việt: Tỉnh Hình huyện) là một huyện thuộc địa cấp thị Thạch Gia Trang, tỉnh, Hà Bắc, Cộng hòa Nhân dân Trung Hoa. Huyện này có diện tích 1381 ki-lô-mét vuông, dân số năm 2003 là 320.000 người. Mã số bưu chính là 050300 Về mặt hành chính, huyện này được chia ra 10 trấn, 7 hương.